# Hervis de Metz
Hervis de Metz est une chanson de geste en français du début du XIIIe siècle, qui fait partie de la Geste des Lorrains, dont elle constitue la première branche (bien qu'écrite après le cycle originel Garin-Girbert). La chanson raconte la jeunesse aventureuse du père de Garin le Lorrain, Hervis, futur duc de Metz, et notamment sa quête pour récupérer Béatrix.
Long de plus de 10 000 vers, et conservé dans 3 manuscrits (et 2 fragments), le texte témoigne de la vitalité de la Geste des Lorrains au Moyen Âge.

## Résumé
Hervis est le fils d'Ayelis, fille du duc Pierre de Lorraine, et de Thierry, bourgeois enrichi par le négoce. Jeune, il dilapide la fortune familiale, notamment lors de la foire de Provins. Lors d'une autre foire à Lagny, il rencontre la belle Béatrix, fille du roi de Tyr, qui a été enlevée par des mercenaires. Il la rachète et l'épouse malgré la colère de son père, qui le fait chasser. Soutenu par Baudri, un riche bourgeois, Hervis mène grand train. Il participe au tournoi de Senlis où il réalise des exploits. Mais Baudri est ruiné au bout de sept ans et Hervis doit gagner sa vie. Béatrix le convainc d'aller à Tyr vendre un drap de soie qu'elle a réalisé ; c'est un premier voyage mouvementé qui attend le jeune Hervis. De retour, la chance lui sourit cependant et il est bientôt adoubé. Des opérations militaires ont lieu dans le Brabant à la suite des prétentions d'Anseÿs de Cologne, où Hervis fait preuve de bravoure. Mais pendant ce temps, Béatrix est enlevée par son frère, Flore de Hongrie. Hervis se rend aussitôt à Tyr chercher sa femme, sans parvenir à se réconcilier avec sa belle famille. Hervis doit alors retourner en Brabant où il fait de nouveau preuve de bravoure. La situation reste cependant compliquée : la ville de Metz est assiégée par le roi d'Espagne pendant l'absence d'Hervis qui continue d'assiéger Cologne, cité d'Anseÿs. Une réconciliation aboutit cependant entre tous les belligérants et Hervis peut retourner à Metz auprès de Béatrix, accepté par Flore.

## Adaptations
Au XVe siècle, le chroniqueur messin Philippe de Vigneulles en donne une version courte en prose.

## A propos de l’œuvre
- L'histoire d'Hervis trouve probablement ses sources dans le conte folklorique du "Mort reconnaissant"[1].
- On peut également rapprocher Hervis de Floire et Blanchefor, notamment pour la figure de la jeune fille enlevée, ou des Enfances Vivien pour ce qui concerne la description du monde des marchands[1].
- Dans la Ballade des dames du temps jadis de François Villon, le poète fait référence à "Berte au grant pié, Bietris, Alis", trois personnages d'Hervis, témoignant du succès de l’œuvre au XVe siècle[1].

## Éditions
- (de) Hervis von Metz, Vorgedicht der Lothringer Geste nach allen Handschriften zum Erstenmal vollständig herausgegeben. I. Text und Varianten, éd. Edmund Stengel, Halle, Niemeyer, 1903, 479 p.
- Hervis de Mes, chanson de geste anonyme (début du XIIIe siècle). Édition d'après le manuscrit Paris B.N. fr. 19160 avec introduction, notes, variantes de tous les témoins, par Jean-Charles Herbin, Genève, Droz (Textes littéraires français, 414), 1992, 848 p.[2]
- Hervis de Metz, légende médiévale mise en français moderne, traduction en français moderne de Philippe Walter, Nancy, Presses universitaires de Nancy ; Metz, Serpenoise, 1984, 204 p.